# جیمز وندربیلت
جیمز وندربیلت (انگلیسی: James Vanderbilt) یک فیلم‌نامه‌نویس، و تهیه‌کننده آمریکایی است. او بیشتر برای نوشتن فیلم‌های زودیاک (۲۰۰۷)، مرد عنکبوتی شگفت‌انگیز (۲۰۱۲) و دنباله آن در سال ۲۰۱۴ و روز استقلال: بازخیز (۲۰۱۶) شناخته شده‌است.

## فیلم‌شناسی

#### در مقام نویسنده و تهیه‌کننده
- تاریکی سقوط می‌کند (۲۰۰۳)
- پایگاه (۲۰۰۳)
- از پا افتاده (۲۰۰۳)
- زودیاک (۲۰۰۷)
- بازنده‌ها (۲۰۱۰)
- مرد عنکبوتی شگفت‌انگیز (۲۰۱۲)
- سقوط کاخ سفید (۲۰۱۳)
- مرد عنکبوتی شگفت‌انگیز ۲ (۲۰۱۴)
- حقیقت (۲۰۱۵)
- روز استقلال: بازخیز (۲۰۱۶)
- اسلندرمن (۲۰۱۸)
- خانه‌ای با ساعتی درون دیوارهایش (۲۰۱۸)
- راز جنایت (۲۰۱۹)
- آماده باشی یا نه (۲۰۱۹)
- جیغ (۲۰۲۲)
- آمبولانس (۲۰۲۲)
- جیغ ۶ (۲۰۲۳)
- راز جنایت ۲ (۲۰۲۳)
- ابیگیل (۲۰۲۴)
- چشمه جوانی (۲۰۲۵)
- نورنبرگ (۲۰۲۵)